# NXT TakeOver: Chicago II
NXT TakeOver: Chicago II was een professioneel worstelshow en WWE Network evenement dat georganiseerd werd door WWE voor hun NXT brand. Het was de 20ste editie van NXT TakeOver en vond plaats op 16 juni 2018 in het Allstate Arena in Rosemont, Illinois, Chicago. Dit was de laatste evenement onder de NXT TakeOver: Chicago chronologie. Tevens was dit een ondersteuningsevenement voor de 2018 editie van het Money in the Bank pay-per-view (PPV) evenement.

## Matches
| Nr. | Match                                                                                                  | Winnaar(s)         | Opmerkingen                                                                | Bron  |
| --- | --- | ------------------ | -------------------------------------------------------------------------- | ----- |
| 1N  | Bianca Belair vs. Dakota Kai                                                                           | Bianca Belair      | Eén-op-één match. Vooraf opgenomen voor een toekomende aflevering van NXT. | [ 2 ] |
| 2N  | War Raiders (Hanson & Rowe) vs. The Mighty (Nick Miller & Shane Thorne)                                | War Raiders        | Tag team match. Vooraf opgenomen voor een toekomende aflevering van NXT.   | [ 2 ] |
| 3   | The Undisputed Era (Kyle O'Reilly & Roderick Strong) (c) (met Adam Cole) vs. Danny Burch & Oney Lorcan | The Undisputed Era | Tag team match voor het NXT Tag Team Championship.                         | [ 3 ] |
| 4   | Ricochet vs. Velveteen Dream                                                                           | Ricochet           | Eén-op-één match.                                                          | [ 3 ] |
| 5   | Shayna Baszler (c) vs. Nikki Cross                                                                     | Shayna Baszler     | Eén-op-één match voor het NXT Women's Championship. Baszler won door TKO.  | [ 3 ] |
| 6   | Aleister Black (c) vs. Lars Sullivan                                                                   | Aleister Black     | Eén-op-één match voor het NXT Championship.                                | [ 3 ] |
| 7   | Tommaso Ciampa vs. Johnny Gargano                                                                      | Tommaso Ciampa     | Chicago Street Fight.                                                      | [ 3 ] |